# 卡尚巴扎

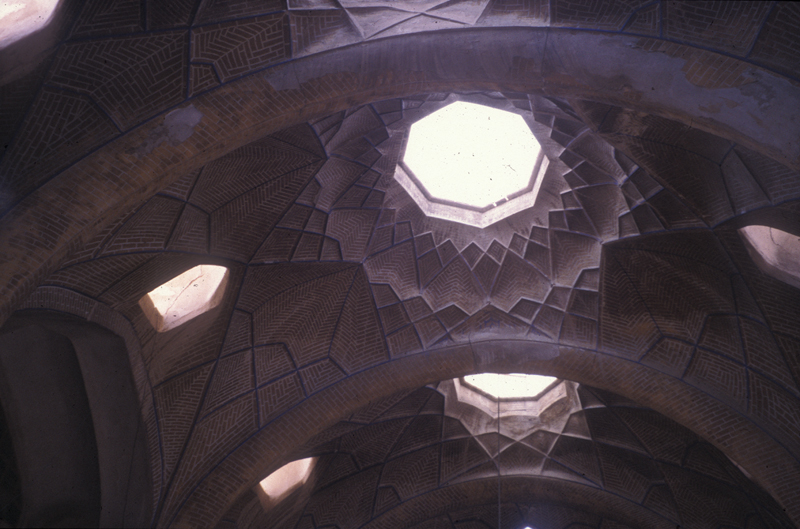
穹顶

卡尚巴扎 (波斯語：‎ Bāzār-e Kāshān)是一个古老的巴扎，位于伊朗卡尚的市中心，建于塞尔柱王朝时期，萨菲王朝时期重修。
卡尚巴扎仍在使用，总长达到数英里。内部则有多处壮丽的穹顶。在此建筑群内，除了大巴扎外，还有一些清真寺、墓地、商隊驛站、神学院、公共浴室和水槽，它们分别建于不同的时期。
33°59′02″N 51°26′11″E / 33.9840°N 51.4365°E